# Aleksiej von Bünting
Aleksiej Gieorgijewicz von Bünting, ros. Алексей Георгиевич фон Бюнтинг (ur. 11 lutego 1866, zm. 2 czerwca 1930 w Puszczykowie) – rosyjski wojskowy (generał major), emigracyjny działacz kombatancki.
W 1884 roku ukończył Korpus Paziów. Służył w stopniu korneta w lejbgwardii Pułku Konnego. W 1890 roku awansował do stopnia porucznika, w 1895 roku sztabsrotmistrza, zaś w 1899 roku rotmistrza. Od 1901 roku dowodził szwadronem Pułku Konnego. Następnie pełnił funkcję oberoficera do specjalnych poruczeń w ministerstwie wojny. W latach 1904–1905 uczestniczył w wojnie rosyjsko-japońskiej w składzie 2 Dagestańskiego Pułku Konnego. W 1905 roku awansował na pułkownika. W 1907 roku został dowódcą 9 Bugskiego Pułku Ułanów, zaś w 1911 roku lejbgwardii Grodzieńskiego Pułku Husarzy. Od 1912 roku w stopniu generała majora dowodził 2 Brygadą 15 Dywizji Kawalerii. Brał udział w I wojnie światowej. W marcu 1915 roku objął dowództwo 2 Brygady 14 Dywizji Kawalerii, zaś pod koniec lipca tego roku 15 Dywizji Kawalerii. W połowie września przeniesiono go do rezerwy oficerskiej przy sztabie Kijowskiego Okręgu Wojskowego. Po rewolucji bolszewickiej 1917 roku wyjechał do Polski. Był członkiem Związku Konnogwardzistów.